# كين روس
كين روس (بالإنجليزية: Ken Ross)‏ هو دراج أسترالي، ولد في 11 أغسطس 1900 في Paterson, New South Wales ‏ في أستراليا، وتوفي في 11 مارس 1974 في غوسفورد في أستراليا.

## وصلات خارجية
- كين روس على موقع أرشيف الدراجات (الإنجليزية)
- كين روس على موقع إحصائيات الدراجات الإحترافية (الإنجليزية)